# IPP Open 2012
L'IPP Open 2012 è stato un torneo professionistico di tennis maschile giocato sul cemento. È stata la 12ª edizione del torneo, facente parte dell'ATP Challenger Tour nell'ambito dell'ATP Challenger Tour 2012. Si è giocato a Helsinki in Finlandia dal 12 al 18 novembre 2012.

## Partecipanti ATP

### Teste di serie
| Nazionalità | Giocatore          | Ranking* | Testa di serie |
| ----------- | ------------------ | -------- | -------------- |
| Finlandia   | Jarkko Nieminen    | 47       | 1              |
| Slovacchia  | Lukáš Lacko        | 57       | 2              |
| Germania    | Benjamin Becker    | 79       | 3              |
| Lituania    | Ričardas Berankis  | 92       | 4              |
| Israele     | Dudi Sela          | 100      | 5              |
| Germania    | Philipp Petzschner | 107      | 6              |
| Germania    | Matthias Bachinger | 108      | 7              |
| Rep. Ceca   | Jan Hájek          | 109      | 8              |

- 1 Ranking al 5 novembre 2012.

### Altri partecipanti
Giocatori che hanno ricevuto una wild card:
- Evgenij Donskoj
- Harri Heliövaara
- Jarkko Nieminen
- Alexander Rumyantsev

Giocatori che sono passati dalle qualificazioni:
- Andis Juška
- Tim Pütz
- Andreas Vinciguerra
- Dzmitry Zhyrmont
- Evgenij Korolëv (lucky loser)

## Campioni

### Singolare
- Lukáš Lacko ha battuto in finale  Jarkko Nieminen con il punteggio di 6–3, 6–4.

### Doppio
- Michail Elgin /  Igor Zelenay hanno battuto in finale  Uladzimir Ihnacik /  Wang Yeu-tzuoo con il punteggio di 4–6, 7–6(0), [10–4].